# Robert Davi
Robert Davi (26 de juny de 1951, Queens, Nova York, Estats Units) és un actor, productor, director i guionista estatunidenc.

## Biografia
Davi va néixer el 26 de juny de 1956 a Queens, Nova York, (lloc de l'acció de la pel·lícula The Goonies), és fill de Maria (nascuda Rulli) i Sal(Salvatore) Davi. La seva mare era italo-americana i el seu pare havia nascut al Sud d'Itàlia;
Robert Davi parlava italià durant la seva infantesa. Va estudiar a Seton Hall, un institut Catòlic a Patchogue (Long Island, Nova York). Es diploma per la Universitat de Hofstra. Comença una carrera de cantant d'òpera amb la Lyric Company des dels 19 anys i obté una beca per estudiar teatre a la universitat de Hofstra, i en la festa anual interpreta Shakespeare. Després d'haver estudiat amb Stella Adler a l’Actor's studio es llança a la carrera professional. L'actor enllaça llavors diversos papers a la televisió i comença una carrera de dolent, sobretot el rival de James Bond, Franz Sanchez a Llicència per matar (1989) i el gàngster Jake Fratelli a la pel·lícula The Goonies (1985). De 1996 a 2000 encarna l'agent Malone de l’FBI a Profiler. Aquest personatge li permet descobrir un costat més humà.
Casat dues vegades, pare de tres fills, Robert Davi ha interpretat a més de 45 pel·lícules i telefilms. A l'actor li agrada passar les seves vacances al Sud de França.

## Filmografia

### Actor
- 1977: Contract on Cherry Street (TV): Mickey Sinardos, Greek hijacker
- 1979: And Your Name Is Jonah (TV): Dickie
- 1979: From Here to Eternity (fulletó TV): guàrdia
- 1979: The Legend of the Golden Gun (TV): William Quantrill
- 1980: The $5.20 an Hour Dream (TV): Bobby Jim
- 1980: Rage! (TV): Resident 1
- 1980: Alcatraz: The Whole Shocking Story (TV): Hubbard
- 1981: Gangster Wars: Vito Genovese
- 1981: The Gangster Chronicles (fulletó TV): Vito Genovese
- 1984: City Heat: Nino
- 1985: The Goonies: Jake Fratelli
- 1986: Raw Deal: Màxim Keller
- 1987: Wild Thing: Chopper
- 1988: Terrorist on Trial: The United States vs. Salim Ajami (TV): Salim Ajami
- 1988: Action Jackson: Tony Moretti
- 1988: Die Hard: Agent especial de l’FBI Johnson
- 1988: Traxx: Aldo Palucci
- 1989: Llicència per matar (Licence to Kill): Franz Sanchez
- 1990: Peacemaker: Detectiu Sergent Frank Ramos
- 1990: Deceptions (TV): Jack 'Harley' Kessler
- 1990: Maniac Cop 2: Detectiu Sean McKinney
- 1990: Predator 2: capità Phil Heinemann
- 1990: Amazon (Amazon): Dan
- 1991: Under Surveillance
- 1991: Legal Tender: Fix Cleary
- 1991: White Hot: The Mysterious Murder of Thelma Todd (TV): Lucky Luciano
- 1991: The Taking of Beverly Hills: Robert Masterson
- 1992: Wild Orchid II: Two Shades of Blue: Sully
- 1992: Center of the Web: Richard Morgan
- 1992: Illicit Behavior: Tinent Matt Walker
- 1992: Les aventures de Cristòfor Colom (Christopher Columbus: The Discovery): Martin Pinzon
- 1993: Maniac Cop 3: Detectiu Sean McKinney
- 1993: El fill de la Pantera Rosa (Son of the Pink Panther): Hans Zarba
- 1993: Night Trap: Mike Turner
- 1993: Quick: Matthew Davenport
- 1994: The Dangerous: Billy Davalos
- 1994: INo Contest: Sergent Crane
- 1994: Blind Justice: Alacran
- 1994: Cops and Robbersons: Osborn
- 1995: Cyber Vengeance: R.D. Crowley
- 1995: Codename: Silencer: Eddie Cook
- 1995: Showgirls: Al Torres
- 1995: La passió de Venus (Delta of Venus): The Collector
- 1995: The November Men: Robert Davi
- 1996: Absolute Aggression: R. D. Crowley
- 1996: For Which He Stands: Carlito Escalara
- 1996: The Zone: Rowdy Welles
- 1996: An Occasional Hell: Trooper Abbott
- 1997: The Beneficiary (TV): Gil Potter
- 1998: The Bad Pack: McQue
- 1999: My Little Assassin (TV): Frank Sturgis
- 2001: Soulkeeper: Mallion
- 2002: The Sorcerer's Apprentice: Bastó/ Milner
- 2002: Verdict in Blood (TV): Wade Waters
- 2002: The 4th Tenor: Ierra
- 2002: The Hot Chick: Stan, April's Dad
- 2002: Hitters: Nick
- 2003: One Last Ride: Pare
- 2004: Call Me: The Rise and Fall of Heidi Fleiss (TV): Ivan Nagy
- 2004: Stargate Atlantis (TV): Kolya
- 2005: In the Mix: Fish

### Productor
- 2002: Hitters

## Vídeojocs
- 2002: Grand Theft Auto: Vice City: la veu del coronel Juan Garcia Cortez
- 2004: Halo 2: la veu del Capità de les Elits
- 2007: Halo 3: la veu del Capità de les Elits